# Marrubium fontianum
Marrubium fontianum là một loài thực vật có hoa trong họ Hoa môi. Loài này được Maire mô tả khoa học đầu tiên năm 1933.